# Nowa Wieś (powiat leszczyński)
Nowa Wieś – wieś w Polsce położona w województwie wielkopolskim, w powiecie leszczyńskim, w gminie Rydzyna.

## Historia
Wieś pierwotnie związana była z Wielkopolską. Ma metrykę średniowieczną i istnieje co najmniej od drugiej połowy XV wieku. Wymieniona w dokumencie zapisanym po łacinie z 1466 jako Nowawesch, a w 1488 Nowa Wesch.
W 1466 należała do powiatu kościańskiego Korony Królestwa Polskiego, a w 1510 znajdowała się w parafii Rydzyna. W 1558 nastąpiła próba przyłączenia wsi do parafii Pawłowice.
Miejscowość była wsią szlachecką i należała do lokalnych rodów wielkopolskich: Rydzyńskich, Kąkolewskich, Pawłowskich. W 1466 Jan młodszy Rydzyński dał swojemu stryjowi Wawrzyńcowi swoje części dziedziczne we wsiach Pawłowice, Robczysko, Nowej Wsi oraz w połowie Przybiny w powiecie kościańskim, a także połowy Czerniny i Rojęcina na Dolnym Śląsku. W 1467 Jan starszy Rydzyński zapisał żonie Jadwidze z domu Jarogniewskiej 200 grzywien wiana na dobrach, które otrzymał w działach z braćmi na połowach miasta Rydzyna oraz wsiach Kłoda, Dąbcze i Nowej Wsi.
W latach 1487–1488 bracia Maciej oraz Bartłomiej, dziedzice z Pawłowic sprzedali z zastrzeżeniem prawa odkupu całą Nową Wieś za 100 grzywien Mikołajowi Kąkolewskiemu ręcząc mu, że uwolnią tę wieś od roszczeń innych osób. W 1492 Bartłomiej Pawłowski kupił wieś za 310 złotych węgierskich od Bartłomieja Kąkolewskiego oraz małoletniego Wojciecha syna zmarłego Mikołaja Kąkolewskiego. W 1496 Bartłomiej Pawłowski zapisał 5 grzywien czynszu rocznego od sumy 60 grzywien na wsi Nowa Wieś Mikołajowi Białoszyńskiemu altaryście w kolegiacie NMP koło katedry poznańskiej. W 1501 Bartłomiej Pawłowski sprzedał z zastrzeżeniem prawa odkupu swojej żonie Małgorzacie Brodnickiej wieś za 200 grzywien posagu, który mu wniosła żona. W 1523 sprzedał on Mikołajowi Rydzyńskiemu 5 i 1/4 łana opuszczonego w Nowej Wsi za 70 grzywien. W 1583 Mikołaj Pawłowski zapisał po 1500 złotych polskich posagu oraz wiana żonie Zofii Pudliszkowskiej na połowie swych części w Nowej Wsi, Żakowie i Żakowie Małym oraz na łąkach w Robczysku.
Miejscowość odnotowana została również w rejestrach podatkowych. W 1510 we wsi było 8,5 łana osiadłego i 11 kwart roli oraz 3 zagrodników. W 1530 pobrano drugą ratę poboru podatkowego z Nowej Wsi od 3 łanów. W 1563 miał miejsce pobór od 10 łanów, wiatraka dziedzicznego, karczmy dorocznej, 3 rzemieślników oraz jednego komorników. W 1564 we wsi odnotowano 5 i 1/4 łana. W 1563 pobrano podatki od 8,5 łana, dwa łany przyłączono do folwarku, odnotowano 5 zagrodników, karczmę doroczna, wiatrak dziedziczny, wiatrak doroczny, dwóch komorników oraz 3 rzemieślników. W 1580 pobór miał miejsce od 11 łanów, 5 zagrodników, 8 komorników, 4 wiatraków, w tym 3 dziedzicznych i jeden doroczny, a dwaj owczarze zapłacili od 29 owiec.
W wyniku II rozbioru Rzeczypospolitej w 1793, miejscowość przeszła w posiadanie Prus i jak cała Wielkopolska znalazła się w zaborze pruskim.
W latach 1975–1998 miejscowość należała administracyjnie do województwa leszczyńskiego.
W roku 2009 na obrzeżach wsi powstała farma wiatrowa, składająca się z 4 turbin wiatrowych o wysokości ok. 140 m.